# Golpar

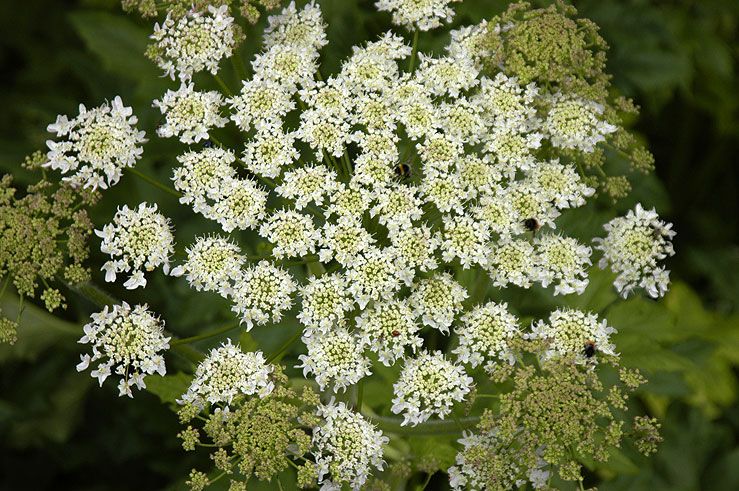
Doppeldoldiger Blütenstand von oben

Golpar oder Persischer Bärenklau (Heracleum persicum), persisch گلپر, DMG golpar (lokale Namensvarianten Gul-i-sipar, Gul-i-parr; Goleper; Giafari), in Norwegen Tromsøpalme genannt, ist eine Pflanzenart innerhalb der Familie der Doldenblütler (Apiaceae). Sie wächst in feuchten Gebirgsregionen im Iran, der Nordost-Türkei sowie im nördlichen Irak. Die Art ist in Skandinavien verwildert und als Neophyt eingebürgert. Einbürgerungen in anderen Teilen Europas sind verstreut nachgewiesen oder vermutet, aber bisher wohl nicht weit verbreitet.

## Beschreibung
Der Persische Bärenklau wächst als mehrjährige krautige Pflanze, er erreicht eine Wuchshöhe von 1,8 bis 2,8 Meter. Eine Einzelpflanze kann ein bis fünf Stängel besitzen, diese sind gefurcht, innen hohl und im basalen Abschnitt 30 bis 40 Millimeter dick. Die Stängel tragen borstige, abstehende kurze Haare. Sie sind an der Basis purpurrot gefärbt, nach oben hin grün, meist mit kleinen, purpurroten Flecken. Die Blätter besitzen eine große, purpurne Blattscheide, ihr Stiel ist 55 bis 100 Zentimeter lang. Die Blattspreite ist gefiedert, sie erreicht 43 bis 120 Zentimeter Länge und 34 bis 80 Zentimeter Breite, das Verhältnis von Länge zu Breite ist etwa 1,1 bis 1,5. Sie ist auf der Unterseite dicht mit abstehenden Borstenhaaren bedeckt, die Oberseite ist kahl. Das Blatt ist zusammengesetzt aus zwei bis vier (selten nur einem) Blättchen, die weiter in zwei bis vier Abschnitte geteilt sind, deren Rand stumpf gesägt ist. Ihre Enden sind breit zugespitzt.
Die Blüten stehen in einem doppeldoldigen, konvex gebogenen Blütenstand zusammen, dieser ist 10 bis 15 Zentimeter hoch und 30 bis 50 Zentimeter breit. Die Dolde besitzt 10 bis 18, die Döldchen 10 bis 15 bleibende Hüll- bzw. Hüllchenblätter, diese sind (drüsenlos) behaart und mit einem weißlichen Indument aus Papillen überzogen. Jedes Döldchen besitzt ca. 40 (maximal bis 80) weiße Blüten. Wie typisch für die Gattung, sind die Blütenblätter der Randblüten vergrößert.
Hieracium persicum ist, anders als andere große Arten der Sektion Pubescentia eine echte ausdauernde Pflanze (pollakanth), die mehrfach hintereinander blühen kann. Die Art ist nicht einfach von anderen großwüchsigen Bärenklau-Arten der Sektion zu unterscheiden, mit denen sie Hybride bilden kann. Ein auffallendes Unterscheidungsmerkmal ist der markante Anis-Geruch der ganzen Pflanze.
Die Chromosomenzahl beträgt 2n = 22.

## Verbreitung
Die Art wächst in den Gebirgen des Iran, vor allem im Elburs-Gebirge, im Pontischen Gebirge und den Gebirgen Ostanatoliens in der Türkei sowie im Norden des Irak. Sie fehlt im Kaukasus.
Heracleum persicum wurde bereits im 19. Jahrhundert als Zierpflanze nach Europa eingeführt und ist hier verwildert. Ihre Einbürgerungsgeschichte ist unsicher, weil sie bis in jüngste Zeit regelmäßig mit anderen, nahe verwandten Arten wie dem Riesen-Bärenklau (Heracleum mantegazzianum) verwechselt wurde, mit dem sie in Skandinavien auch zusammen vorkommen kann, generell ist der Riesen-Bärenklau aber in Skandinavien viel seltener und auf den Süden beschränkt. Hybride sind sowohl mit Heracleum mantegazzianum wie auch mit Heracleum sphondylium bekannt und bilden teils große Bestände. Als Datum für die Einführung wird 1836 angegeben. Ende des 19. Jahrhunderts werden für Süd-Schweden erste Verwilderungen angegeben. Die Art war, nach den reichen Vorkommen nahe Tromsø im Norden Norwegens schon lange als „tromsøpalme“ bekannt. Sie wurde viele Jahrzehnte aber fälschlich als Heracleum laciniatum oder Heracleum mantegazzianum angegeben. In der Flora von Tromsø von 1901 wird sie bereits sicher nicht nur als Kulturpflanze, sondern als eingebürgert charakterisiert. Kleine Vorkommen sind darüber hinaus aus Dänemark und aus England bekannt geworden, ihre genaue Verbreitung dort ist aber unklar. Die Artzugehörigkeit wurde in genetischen Studien bestätigt. Die genetischen Daten deuten darauf hin, dass es mindestens zwei unabhängige Einschleppungsereignisse gegeben haben muss. Die norwegischen Pflanzen könnten von Populationen in Finnland abstammen.
Alle bisherigen Angaben für Deutschland erwiesen sich als Fehlbestimmungen.
Die Pflanze ist 2016 in die „Liste der unerwünschten Spezies“ für die Europäische Union aufgenommen worden.

## Verwendung
Die Samen werden als Gewürz in der persischen Küche verwendet. Die sehr dünnen, kleinen Samenkapseln haben einen aromatischen und leicht bitteren Geschmack. Es gibt sie meist in Pulverform zu kaufen; sie werden oft fälschlicherweise als „Angelica- oder Engelswurzsamen“ bezeichnet. Mit dem Pulver würzt man Bohnen, Linsen und andere Hülsenfrüchte und Kartoffeln. Golpar wird auch in Suppen und Eintöpfen verwendet oder als Salatdressing mit Essig und Granatapfelkernen, in den der frische Salat getunkt wird. Beliebt ist auch die pure Variante des Würzens von Granatapfelkernen mit Golpar.
In der persischen Küche werden auch die Blütenblätter in Gewürzmischungen wie z. B. Advieh für Reis, Bohnengerichte und Huhn verwendet. Die Blätter und Blattstiele werden dabei gebeizt (bekannt als Golpar Toraei, persisch: گلپر تورایی). In der Türkei (Provinz Van) werden die jungen Stängel und Blattstiele als Gemüse oder als Gewürz verwendet.
Golpar ist nur bedingt haltbar, denn es verliert seine Aromata recht schnell. Die Lagerung sollte dunkel und in trockener Umgebung erfolgen.
Die Art wird auch volksmedizinisch gegen Blähungen und Durchfall verwendet, eine pharmakologische Nutzung wird getestet.

## Ätherische Öle
Die Pflanze besitzt eine hohe Anzahl von ätherischen Ölen:
- Im unreifen Zustand sind die wichtigsten Bestandteile E-Anethol (47,0 %), Terpinolen (20,0 %), γ-Terpinen (11,6 %) und Limonen (11,5 %).
- In voller Blüte ergeben sich folgende Werte: (E)-Anethol (60,2 %), Terpinolen (11,3 %) γ-Terpinen (7,1 %).
- Unter den 30 Verbindungen im Samenöl von H. persicum waren die wichtigsten Bestandteile Hexylbutyrat (22,5 % bzw. 35,5 %), Octylacetat (19 % bzw. 27 %) und Hexylisobutyrat (9,1 % bzw. 3,2 %)